# Stactobia darvazica
Stactobia darvazica är en nattsländeart som beskrevs av Ivanov 1992. Stactobia darvazica ingår i släktet Stactobia och familjen smånattsländor. Inga underarter finns listade i Catalogue of Life.